# Nemilany
Nemilany (německy Nimlau) jsou historická obec, městská čtvrť a katastrální území na jihu města Olomouce s asi jedním tisícem obyvatel.

## Název
Na vesnici bylo přeneseno původní pojmenování jejích obyvatel Nemilané. To pravděpodobně vyjadřovalo rodinu osadníka Nemilana (toto staré osobní jméno vzniklo přidáním záporu ke jménu Milan), není však vyloučeno, že Nemilané znamenalo „lidé z Nemile“, tedy lidi odtamtud přistěhované. Německé jméno vzniklo z českého.

## Historie
První písemná zmínka o Nemilanech pochází z roku 1141. Od nepaměti šlo o ves ve vlastnictví města Olomouce, byl zde ale také statek olomoucké kapituly. V roce 1826 byla postavena kaple sv. Jana a Pavla, ovšem i poté Nemilany spadaly pod farnost ve Slavoníně, ačkoli po roce 1834 již měly vlastní školu. Stejně jako Slavonín i Nemilany patřily do olomouckého jazykového ostrova, protože zde původně žili téměř jen německy mluvící obyvatelé. Roku 1850 se staly samostatnou politickou obcí, přičemž až do roku 1877 k Nemilanům patřila i osada Kyselov, která se poté osamostatnila.
Teprve po vzniku Československé republiky se v původně malé zemědělské obci začal částečně rozvíjet i průmysl, což vedlo jak k celkovému nárůstu obyvatel, tak ke zvyšování poměru těch česky mluvících, což dalo vzniknout severně ležící České čtvrti s českou školou. V roce 1930 zde již žilo 919 Němců a 281 Čechů. Kromě původních tří mlýnů a cihelny, která zanikla za krize ve 30. letech 20. století, zahájil u hranic s olomouckými Novými Sady provoz Lošťákův podnik vyrábějící potřeby pro stavebnictví („Dehetka“) nebo továrna na barvy Fitox rodiny Vetchých.
Nemilanští Němci byli v roce 1946 vysídleni a během znárodňování zanikly dosavadní průmyslové podniky, naopak zde vzniklo JZD, brzo sloučené do slavonínského družstva. Podobně mělo dojít i ke sloučení Nemilan, Slavonína a Kyselova pod jeden MNV, ale v roce 1954 si Nemilanští zvolili výbor vlastní a zůstali tak jako samostatná obec, a to až do 1. ledna 1975, kdy se v rámci rozšiřování Olomouce stali její další městskou čtvrtí. Nicméně po sametové revoluci se objevily snahy po opětovném osamostatnění, protože však k místnímu referendu konanému 10. listopadu 1995 nepřišel dostatečný počet občanů, ani při výsledku 53 % hlasujících pro k odtržení nedošlo.
| Rok      | 1869 | 1880 | 1890 | 1900 | 1910 | 1921 | 1930 |
| -------- | ---- | ---- | ---- | ---- | ---- | ---- | ---- |
| Obyvatel | 692  | 722  | 744  | 733  | 816  | 834  | 1207 |
| Domů     | 85   | 88   | 93   | 97   | 104  | 108  | 189  |
| Rok      | 1950 | 1961 | 1970 | 1980 | 1991 | 2001 | 2011 |
| Obyvatel | 903  | 932  | 923  | 964  | 903  | 884  | 993  |
| Domů     | 219  | 207  | 217  | 252  | 276  | 279  | 321  |

1. ↑  Z toho 919 osob národnosti německé, 281 československé a 7 ostatních.[10]

## Doprava a občanská vybavenost
Prochází tudy dálnice D35 jakožto jižní obchvat Olomouce a železniční trať Nezamyslice–Olomouc se zastávkou Nemilany. Nachází se zde mateřská i základní škola, kterou ale navštěvují žáci 5. až 9. třídy, žáci 1. až 4. třídy dochází do školy ve Slavoníně.[zdroj?]